# Steam (singolo East 17)
Steam è una canzone della boy band britannica East 17, estratta come secondo singolo dal secondo album del gruppo Steam del 1994.

## Tracce
1. Steam (Vapoureyes Mix)  3:23
2. Steam (Carter USM SW2 Mix)  3:59
3. Steam (Overworld Heat Mix)  5:58
4. Steam (P & C No. 2 Mix)  7:33

## Classifiche
| Chart (2007) | Peak position |
| ------------ | ------------- |
| Svizzera     | 12            |
| Austria      | 28            |
| Olanda       | 13            |
| Svezia       | 34            |
| Australia    | 18            |
| UK           | 7             |
| Italia       | 21            |